# 파벨 미프
파벨 알렉산드로비치 미프(러시아어: Па́вел Алекса́ндрович Миф)로 잘 알려진 미하일 알렉산드로비치 포르투스(러시아어: Михаи́л Алекса́ндрович Фортус, 1901년 8월 3일~1939년 9월 10일)는 소련의 중국학자, 요원이다. 모스크바 중산 대학 부총장, 총장을 역임했고 코민테른 요원으로 활동하며 28인의 볼셰비키를 지원했다. 이후 1939년 대숙청에 연류되어 처형당했다.

## 생애
미프는 1901년 러시아 제국 헤르손현의 마을인 벨리카야알렉산드롭카의 유대인 가족에게서 미하일 알렉산드로비치 포르투스(러시아어: Михаи́л Алекса́ндрович Фортус)라는 이름으로 태어났다. 그의 아버지 알렉산드르 사무일로비치 포르투스(러시아어: Александр Самуилович Фортус)는 은행원으로 일했다.
1917년 5월 볼셰비키에 입당했고 러시아 내전이 진행되던 1918년부터 1920년까지 정치지도원으로 활동했다. 1920년부터 1921년까지 스베르들로프 공산주의자 대학교에서 역사학을 공부했고 1923년부터 1925년까지 우크라이나 공산당에서 활동했다. 1925년 카를 라데크가 총장으로 있던 모스크바 중산 대학의 부총장에 임명되었으며 1927년 라데크의 뒤를 이어 총장이 되었다. 
총장 재직 시절 모스크바 중산 대학에 중국 연구소를 설립했다. 코민테른 집행위원회 위원과 중화민국 코민테른 대표로 활동하며 제5차 중국공산당 전국대표대회와 제6차 중국공산당 전국대표대회에 참가했고 1931년 중국공산당 제4차 중앙집행위원회의 일원으로 활동했다. 1935년부터 1937년까지 코민테른 중앙위원회 서기장인 게오르기 디미트로프의 중국 정책 자문을 맡았고 1935년 코민테른 제7차 세계대회에서 이오시프 스탈린과 중국의 공산혁명 노선에 대한 논쟁을 벌였다. 이후 1936년에 동방노력자공산대학 총장이 되었고 1937년에 해당 대학 산하 식민지문제연구소 소장을 겸임했다.
1937년 12월 11일 미프는 대숙청 당시 내무인민위원부에 체포되었고 1938년 7월 28일 소련최고법원에서 반혁명분자로 분류되어 사형 선고를 받았다. 그는 1939년 9월 처형되었고 사후 니키타 흐루쇼프의 제20차 소련 공산당 대회 이후 진행된 스탈린 격하 운동 시기인 1956년 2월 복권되었다.

## 개인사
누나 마리야 포르투스는 번역가와 소련군 정보 요원으로 활동했으며 아들 니아가르 파블로비치 미프(러시아어: Ниагар Павлович Миф, 1929년~2001년)는 전러시아 측정학연구소 소속 측정학자로 활동했다.